# Béni Amer
Pour les articles homonymes, voir Amer.
Ne doit pas être confondu avec Beni 'Amir.
 (avril 2025).
Les Beni Amer (en arabe : بني عامر), les Awamer ou encore al-Ameriya, sont une tribu algérienne issue de la confédération arabe tribale des Banu Hilal (rameau des Zoghba plus précisément) présente essentiellement en Algérie. Ils se sédentarisent dans la région de l’Oranie et surtout à l’actuelle ville de Sidi bel Abess en se mêlant aux Berbères locaux. Ils sont mentionnés comme tribu makhzen des sultans zianides puis divisés entre les Espagnols qui occupent Oran, et la régence d'Alger. Ils sont progressivement marginalisés au profit des Douairs et des Smalas, deux tribus makhzen du beylik d'Oran. Ils retrouvent un rôle en soutien à l'émir Abd el-Kader face à la colonisation française. Les autorités coloniales vont ensuite scinder la tribu en deux, les Beni Amer Cheraga dans la région d'Oran et les Béni Amer Gheraba dans la région de Tlemcen.

## Historique

### Origine

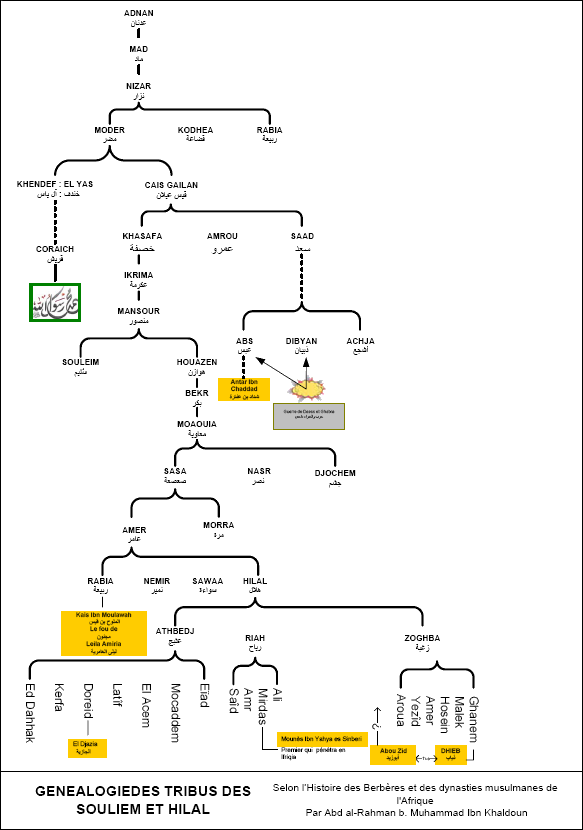
Arbre généalogique des Beni Amer

Les Beni Amer sont une fraction des Zoghba, une des principales branches des Banu Hilal qui migre vers le Maghreb depuis l'Égypte sur injonction du calife fatimide. 
Les Banu Hilal se sont installés au Maghreb et plus précisément en Algérie dans la région d'Oran, (en provenance d'Égypte) au XIe siècle avant de s'installer durablement dans l'Oranie en particulier autour de la future ville de Sidi Bel Abbes.
La tribu des Beni Amer se déplace progressivement vers l'Ouest : d’abord mentionnée dans le djebel Amour, elle occupe ensuite la région d'Oran.
Elle va servir dans le makhzen des Zianides avant que sa structure se modifie par brassage avec les sédentaires berbères. Au sein du makhzen, elle fait face à la concurrence des Beni Rached, une confédération zénète au XVe et XVIe siècles. La période de la régence d'Alger, les intrigues des Espagnols à Oran, puis la colonisation française et la lutte de l'émir Abd el Kader vont affaiblir sa position dans l'ouest algérien et la morceler.
Ibn Khaldoun (1332-1406) les présente également comme «une fraction des Arabes zoghbiens (Zoghba)», avec les Ghanem, les Malek, les Hosein, les Aroua et les Yezid. Ils portent d'ailleurs le nom de leur confédération tribale originelle, les Banu Amer ibn Saasaa.
La filiation généalogique de la tribu des Beni Amer est la suivante: Amer ben Zoghba ben Hilal ben Amer ben Saa'saa' ben Mouawiya ben Bekr ben Hawazen ben Mansour Ben Ikrima Ben Khasafa Ben Kays 'Aylan ben Moder ben Nizar ben Mad ben Adnan.
C’est Ibn-Khaldoun qui nous donne l’information de la venue des Béni Amer au Tessala notamment : « Quant aux Béni Amer [Ibn-Zoghba], ils occupent le pays qui s’étend depuis Tessala et M’léta jusqu’au Zidour, et de là, à Guedara, montagne qui domine Oran » (Ibn-Khaldoun. 1977, p. 111). Il s’agit de l’époque de l’historien lui-même.
Par ailleurs, l’historien Abdelkader El-Mecherfi (mort en 1778), a écrit un factum « injurieux » contre certaines sections des Béni Amer du Tessala, ou du moins contre ceux qui étaient connus comme « maghatis », vassaux des espagnoles (El-Mecherfi, 1924, p. 193). Dans le récit de voyage de Mac Carthy, vers 1730, il est intéressant de lire le témoignage sur les Béni Amer vivant des plaines du Tessala. Il écrit : « … la plupart d’entre eux parlent très bien la langue espagnole… » (Shaw, 1830).
Léon l'Africain (1483-1530) les évoque dans sa Description de l'Afrique : « Ces Arabes, écrit-il, habitent sur les confins de Tlemcen et d’Oran et nomadisent dans le désert… ils sont stipendiés par le roi de Tlemcen. Ce sont des hommes d’une grande bravoure et très riches. Ils sont dans les 6 000 cavaliers, bien équipés… ».

## Géographie

### Localisations de la tribu

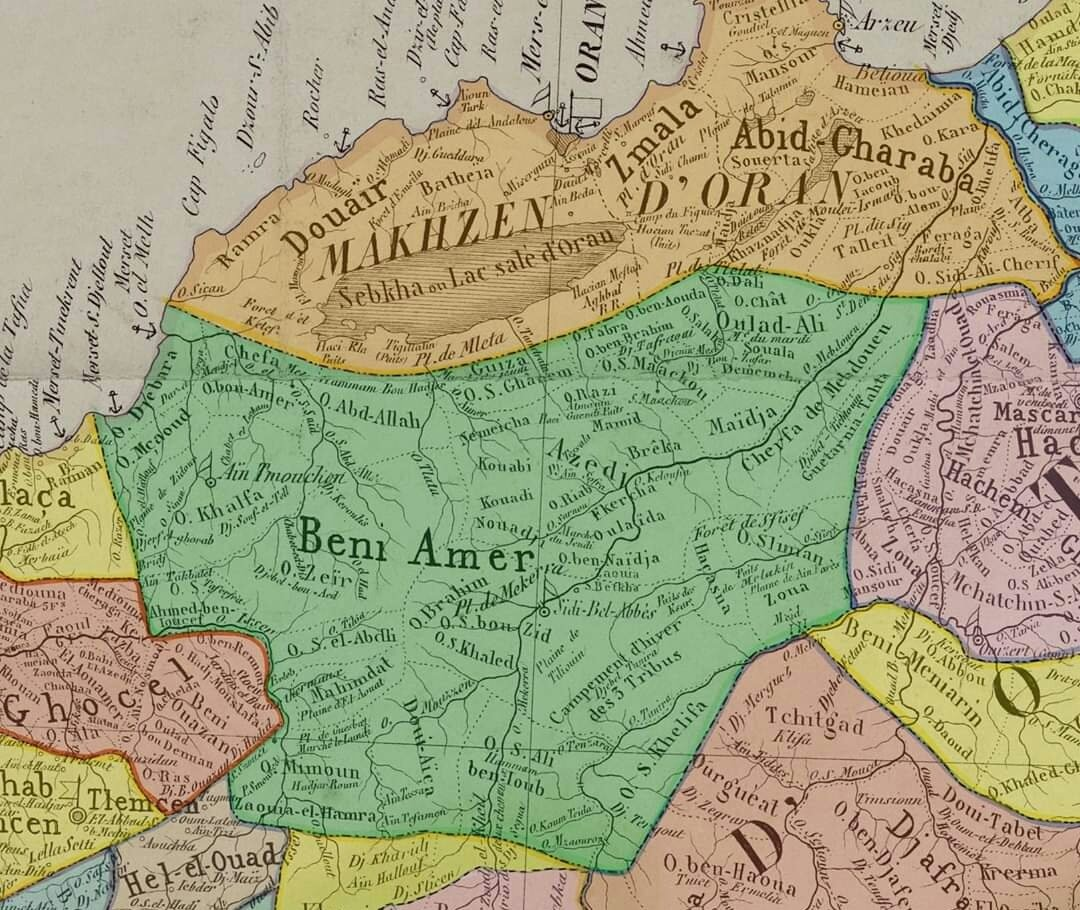
Région sous contrôle des Beni Amer au XIXe siècle (en vert).

Les Beni Amer ont été divisés en quatre groupes en 1849 durant la colonisation française (Gheraba, Dahra, Cheraga et Ouled Nabet).
Les communes actuelles auxquelles sont rattachés les tribus des Beni Amer sont les suivantes : Oran, Tessala, Aïn Temouchent, Beni Saf,Mostaganem et Sidi Bel Abbes. Au Maroc, les Hyayna et les Sheraga sont issues des Beni Amer de l'Oranie et Tlemcen, ces derniers ont été amenés par plusieurs sultans saadiens de la haouz de Fès, il faut également ne pas confondre avec les Beni Amir, qui eux sont descendants des Jochem.

## Histoire
Les Béni Amer, qui occupaient en 1830 une vaste zone située au sud de la Sebkha d'Oran, englobant le Tessala (Sidi Bel Abbès) et les plaines d'Aïn Temouchent et de la Mekerra, occupent l'Algérie depuis le XIIe siècle. Rameau des Arabes zoghbiens, ils avaient quitté le désert égyptien sur l'injonction des Fatimides pour participer à la grande migration des tribus de Bani Hillal et leurs alliés, qui allait submerger peu à peu tout le Maghreb. À leur sujet, Ibn Khaldoun comparait l'invasion des Bani Hilal à une "nuée de sauterelles".
On peut suivre le cheminement des Beni Amer d'est en ouest : Tripolitaine, en 1050; Ifrikyia, en 1055. Il leur faudra plus de deux siècles pour atteindre l'Oranie. Au début du XIIIe siècle on les trouve, en compagnie d'autres Arabes, les Béni Yazid, tribu frère nomadisant du Mzab en hiver, au Hamza en été, sans dépasser à l'ouest le Nahr Ouassel et à l'est le Zahrez .Les Beni Amer sont alors formés à ce moment de trois grands groupes : 1- Beni Yacoub (Saïda), Beni Hamid (Oranie) et Chaffaï.

### Ruée vers l'Ouest algérien
Le glissement vers l'ouest se poursuit et ils se fixent un temps autour du Djebel Amour au milieu d'une confédération nomade berbère, d'origine zénète (Znata), les Béni Badin, qu'ils ne tardèrent pas à absorber dans leur confédération tribale. Vers le milieu du XIIIe siècle, Yaghmoracen, le chef des Abd el Wadides, fait appel aux Beni Amer qu'il connaît bien. Il les installe dans le «désert de Tlemcen», probablement dans la région dite des Ankad. Pendant une trentaine d'années la confédération va servir assez loyalement Yaghmoracen. Les guerriers rejoignent les contingents Abd el Wadides lors des expéditions guerrières ou aident à la levée de l'impôt, tandis que le reste des tribus nomadise au sud des hauts-plateaux, poussant parfois des pointes vers la plaine du Hamza où les Béni Amer ont conservé des attaches.

Il semble qu'Yaghmoracen se soit bien gardé de leur assigner des terres dans le Tell, soit sous forme d'Iqtâ, sorte de fiefs accordés aux chefs, soit autrement. Et même son pouvoir s'étant, sinon consolidé, du moins raffermi, il n'hésita pas, vers la fin de son règne, à mettre fin à l'alliance jugée trop dangereuse avec les Beni Amer. Une partie de ceux-ci, les Beni Yacoub, fut contrainte de regagner le Hamza. Les autres, groupés autour des Beni Hamid retournèrent au désert.

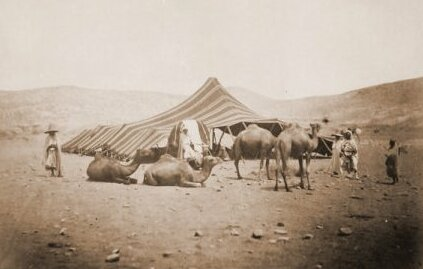
Camps des Beni Amer près de Sidi Bel Abbès.

Mais ce refus d'utiliser les Arabes diminuait aussi la force du makhzen Abd el-Wadide et le successeur de Yaghmoracen se vit bloqué huit années durant, dans Tlemcen (1297-1304) par le Mérinide. Ce siège allait matérialiser la division en deux clans des Béni Amer jusque là relativement unis. En effet les Beni Yacoub qui n'avaient pas oublié les mauvais procédés d'Yaghmoracen à leur égard, firent des offres de service à l'assiégeant. Les Abd el Wadides ne purent dans ces conditions que recourir, pour survivre, à l'appui du çof Béni Amer opposé aux Beni Yacoub, à savoir les Béni Hamid.
Pendant toute la première moitié du XIVe siècle, ces deux tribus sœurs ne cesseront de se combattre pour le compte d'autrui. On aurait tort cependant de croire que cette guerre intestine ait affaibli l'ensemble des Beni Amer, au contraire. Chaque parti fait chèrement payer son concours et les changements de camps qui ponctuent les années sont toujours profitables. Après la prise de TIemcen en 1337, la quasi-totalité de la confédération se retrouve sous la bannière des Béni Merin, à l'exception du cheikh Chiger et de ses proches, dont la fidélité aux Abd el Wadides sera tenue à l'époque pour une sorte d'excentricité. En revanche, après le désastre de Kairouan (1348) subi par l'armée mérinide, les Beni Amer se regroupent dans le makhzen abd el wadide, à l'exception d'une fraction de Béni Yacoub trop compromise; quatre ans après (1352), les Mérinides prennent leur revanche et Chiger, resté seul fidèle, doit fuir dans le désert.
Mais à partir de 1359, le rôle essentiel qu'ils vont jouer dans le rétablissement d'Abou Hamou Moussa II sur le trône de TIemcen et dans l'écrasement de la révolte d'Abou Zian de 1365, leur livrera tout le plat pays : «Dès lors, la puissance des Arabes se fit sentir de nouveau... s'étant établis dans les parties du tell que le gouvernement zénète ne pouvait plus défendre, ils entrèrent dans le Maghreb central par tous les défilés que l'on avait laissés sans garde et s'avancèrent dans l'intérieur de la province, mais graduellement, lentement, comme l'ombre que projette le soleil...». Les Beni Amer pour leur part, occuperont alors la plaine de la M'leta jusqu'aux abords d'Oran et le Tessala. Seules Souk El Mitou et Mazouna leur échappent : «Du reste son gouvernement (du sultan Abou Hamou) abandonna aux Beni Amer tout le plat pays et il s'en fallut de bien peu qu'ils ne s'emparassent aussi des grandes villes ». Pendant toute cette période, les clans de la tribu des Béni Amer vivent en complète indépendance. L'investiture que le sultan de Tlemcen accorde à leurs cheikhs, qui sont aussi chefs des contingents du makhzen, n'est qu'une formalité protocolaire, quoiqu'elle lui permette de s'immiscer dans les querelles intertribales. 
Au XVe siècle, Léon l'Africain affirme que la confédération peut aligner « 6000 beaux cavaliers, bien équipés ». C'est également la période d'émiettement des grandes confédérations : les Beni Amer y résistent bien, mais leur organisation interne est bouleversée. Les grandes divisions connues (Beni Hamid, Beni Yacoub ) s'estompent et de petites tribus comme les Chaffaï se sédentarisent à l'ouest de la M'leta. Enfin il y a un brassage progressif entre les nomades arabes et les sédentaire berbères. Ce brassage avec les Berbères n'est sans doute pas le premier, mais jusqu'alors il se faisait avec des Berbères ayant le même mode de vie (nomade et guerrier). Chez certaines factions comme les Ouled Khalfa, l’élément berbère devient majoritaire. Cette mutation prend aussi une couleur religieuse, les familles de marabouts berbères s'insèrent au cadre tribal existant en modifiant ainsi son orientation purement guerrière.
Quand commence le XVIe siècle, les Beni Amer sont considérés "nobles" aux yeux des Espagnols. En effet, l'historien espagnol Marmol les tient pour "Seigneur des Berbères", belliqueux et fiers.

### Périodes espagnole et ottomane
Aux bouleversements internes qui se poursuivent depuis près d'un demi siècle s'est ajouté, dès les premières années du XVIe siècle, un changement total dans l'équilibre des forces extérieures. Deux nouveaux partenaires font leur apparition: l'Espagnol et le Turc. Ceux-ci vont remettre en cause la règle du jeu où les Beni Amer étaient passé maîtres, en augmentant singulièrement la mise; d'où le désarroi de ces derniers qui ira désormais en s'amplifiant au cours des siècles. Alger et Oran seront beaucoup moins indulgents aux habituelles palinodies des intéressés que Tlemcen ou Fès parce qu'infiniment plus forts. Car apparaît alors l'inégalité essentielle de l'armement, que l'on a toujours tendance à oublier. Les Beni Amer ne connaissent encore que la lance, l'arc et l'épée. Il y aura désormais devant eux des arquebuses et du canon. La charge confuse des cavaliers va se heurter à des formations solides, disciplinées, bien pourvues en armes à feu. Les conséquences de ce changement vont être tragiques. Dans l'Oranie du XVIe siècle, les Beni Amer ne représentent plus la force comme aux siècles précédents. Les voilà relégués au rang d'utilités. Et, de ce fait, leurs privilèges tombent, leur situation se dégrade. Peut-être aussi leur évolution interne les empêche-t-elle de profiter de certaines occasions : ils ne pourront jamais jouer à fond de la carte espagnole car leurs fractions maraboutiques s'opposent à l'alliance avec le chrétien.
Enfin, à la cour même des Abd el Wadides, des rivaux menaçants se sont fait jour en la personne des chefs des Beni Rached. Les Beni Rached, importante tribu berbère, après avoir occupé pendant très longtemps le Djebel Amour, qui s'appelait alors Djebel Rached, en furent chassés par les Amour et remontèrent jusqu'au pied du Tessala d'où ils glissèrent vers le massif montagneux dit des Beni Chougran qui borde Mascara à l'ouest nord-ouest. C'étaient des Zénètes, comme les Abd el Wadides auprès desquels ils avaient longtemps séjourné dans la confédération des Béni Badin. Leur venue ne pouvait que remettre en cause la prépondérance de l'élément arabe dans le makhzen de Tlemcen.
Débordant bientôt sur la plaine de Ghriss, ils ne tardèrent pas à rassembler autour d'eux des fractions berbères isolées et finirent par constituer une solide principauté, alliée du souverain de Tlemcen. Au XVIe siècle, ce dernier a tout naturellement tendance à préférer ces Beni Rached, cultivateurs, artisans, accrochés à leur sol, bien encadrés par leurs chefs, aux éternels nomades qu'étaient encore les Beni Amer, Arabes d'origine, anarchiques et improductifs, s'évanouissant dans le désert au gré de leur fantaisie. Les Beni Rached deviendront peu à peu le coffre et l'épée des derniers Abd el Wadides. D'où une rivalité inexpiable entre Beni Amer et Beni Rached, s'insérant dans la partie que vont jouer Turcs, Espagnols et souverains de Tlemcen.
Makhzen traditionnel jusque là des rois de Tlemcen, les Beni Amer s'étaient trouvés les premiers au contact des Espagnols. Oran conquis, leurs campements de la M'Ieta se situent à nouveau en première ligne et la confédération supporte le poids de la suprématie militaire hispanique. Les Guiza sont razziés en 1517, les Ouled Ali, qui occupent alors le Tlelat doivent faire soumission en 1523. Les Chaffaï d'Aïn el Arba sont défaits en 1528. Les derniers Abd el Wadides, qui après la brève incursion turque de 1517 ont dû accepter la suzeraineté espagnole, ne peuvent rien pour eux. L'accession au trône en 1528 d'Abou Abdallah donne aux Beni Amer un nouveau motif de mécontentement. Il s'éloigne certes des Espagnols, mais c'est pour se rapprocher des Turcs sous l'influence du chef des Béni Rached, El Mansour.
Mais pour les Beni Amer, une seule chose compte : les voilà évincés par les Beni Rached des rangs du makhzen de Tlemcen. Il leur faut, si l'on peut dire, trouver un nouvel employeur. Le Turc penchant pour les Beni Rached, il ne leur reste que l'Espagnol. Dès 1531, ils appuient, semble-t-il, la tentative de ce dernier pour remplacer Abou Abdallah par son frère Mohammed. Mais bientôt cette politique pro-espagnole va se renforcer d'une politique familiale avec Ben Redouane. Ce personnage, comme tous les grands des Beni Amer, avait conclu des alliances matrimoniales avec la dynastie Abd el Wadide. Il se trouve être le grand-père d'un des jeunes compétiteurs au trône, Abdallah, neveu d'Abou Abdallah.
Pendant cinq ans, il multipliera avec l'aide des Espagnols, les tentatives pour faire triompher son petit-fils, alors que son rival, El Mansour, défendra le prince régnant en s'appuyant sur les Turcs. Il est sur le point d'aboutir en juillet 1535 lorsqu'à la veille d'un choc décisif sur l'Oued Isser il est abandonné par une partie de ses troupes. La présence d'arquebusiers espagnols lui permet, seule, de s'enfuir au désert avec ses derniers partisans
En 1568, les Ouled Brahim passent au service du caïd turc de Tlemcen. Leur chef, Gardouba, reçoit du beylik l'investiture pour lever l'impôt dans une zone donnée. Cette faveur amène automatiquement les tribus sœurs des Ouled Moussa et des Ouled Abdallah à se rapprocher des Espagnols, à qui elles procureront l'occasion de s'emparer de Gardouba.
Au XVIe siècle, avec l'arrivée des Turcs, des Espagnols et la formation de la régence d'Alger, la position des Beni Amer se détériore. La guerre évolue avec l'introduction de l'arquebuse et du canon. Les Beni Amer dispersent entre un camp pro-turc et un autre pour les Espagnols d'Oran.
La politique de la régence d'Alger et les intrigues autour de la reconquête d'Oran achèvent de diviser les Béni Amer au XVIIIe siècle. Dès lors deux nouvelles tribus makhzen vont être créés aux abords d'Oran : les Douairs et les Smalas. Les tribus issues de l'ancien groupement des Beni Amer chutent dans la hiérarchie tribale du beylik de l'Ouest, et chassées des plaines de la M'leta vont aller peupler les montagnes où la fusion avec des éléments berbères ira en s'accroissant. Ils finissent par rejoindre les rangs, puis la révolte des Derkaouas qui assiègera Oran en 1803. La révolte écrasée, les Béni Amer s'exilent un temps au Maroc avant de revenir dans le Beylik à la faveur de la révolte du bey Bou Kabbous contre l'autorité d'Alger. Lors de la chute d'Alger en 1830, et l’effondrement du beylik d'Oran, les Béni Amer ne participent pas à la proclamation de l'émir Abd el Kader (1832) mais ne le rejoignent que contraints une année plus tard (1833). L'émir Abd el Kader met fin à la scission en deux factions par les turcs et unifie les Béni Amer sous un aghalik. La France va rescinder en deux cette confédération, jugée trop importante, à la suite de sa victoire : les Beni Amer Cheraga dans la région d'Oran et les Béni Amer Gheraba dans la région de Tlemcen. L'émir Abd el Kader dans son exil dans les confins algéro-marocains veut convaincre certaines factions des Beni Amer de le suivre, mais elles reviennent en partie en mars 1846 alors que certaines sont dispersées dans des luttes avec les tribus sédentaires au Maroc. 

### Colonisation française

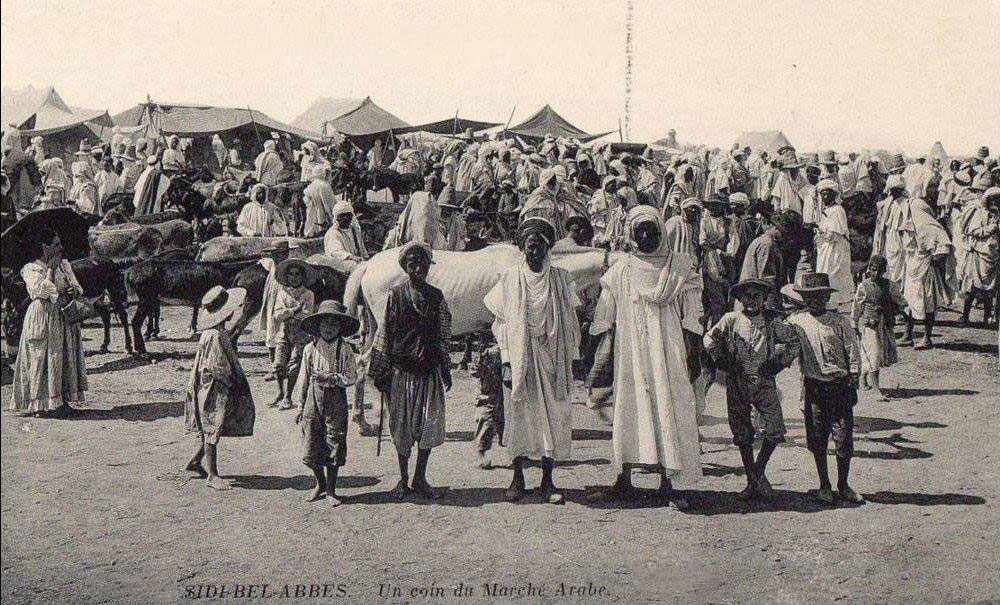
Marché arabe - Sidi Bel Abbès

A la veille de la colonisation française, les tentes des Beni Amer (Gharaba) sont au nombre de 7 315, toutes regroupées autour de la future Sidi Bel Abbès, entre cette dernière et Tessala. Les Beni Amer sont sédentarisés de force par l'État français qui les rassemble autour de cette nouvelle ville de Sidi Bel Abbès. Ce faisant, les habitants actuels de Sidi Bel Abbès sont pour la grande majorité descendants des différentes factions de la tribu des Beni Amer.
En 1845 ils furent décimés en raison du soutien qu'ils accordèrent à l'émir Abdelkader, chef militaire algérien qui entra en résistance contre l'occupation française. Selon l'universitaire Messaoud Benyoussef, «les Beni-Amer consentirent à suivre l’émir dans sa marche vers le Maroc où il pensait obtenir l’aide du souverain». Mais le souverain du Maroc trahit Abdelkader : «cédant aux menaces et aux promesses des Français, il attaqua les arrières de l’émir, pendant que Lamoricière et le duc d’Aumale lui coupaient les voies de retraite vers l’Algérie». Les Beni Amer enserrés par les troupes marocaines préférèrent tuer leurs propres femmes et enfants plutôt que de les voir tomber aux mains des ennemis.
Les Beni Amer sont également connus pour leur œuvre poétique; ils chantaient la Geste des Banu Hilal et le bédoui oranais.

## Composition tribale auXIXesiècle
À Sidi Bel Abbes, lors de l'arrivée des Français à la moitié du XIXe siècle, la tribu se divise en plusieurs factions: 
- Ouled Ali ;
- Ouled Brahim ;
- Ouled Sidi Ghalem ;
- Ouled Sidi Ali Ben Ayyoub ;
- Ouled Sidi Khaled ;
- Ouled Mimoun ;
- Ouled Sidi Bou Amar ;
- Ouled Sidi Abdelli ;
- Hassassna ;
- Ouled Sidi Messaoud ;
- Ouled Djebara ;
- Ouled Laghouati ;
- Ouled Sidi Ahmed Ben Youcef ;
- Ouled Sleimane ;
- Ouled Zaïer ;

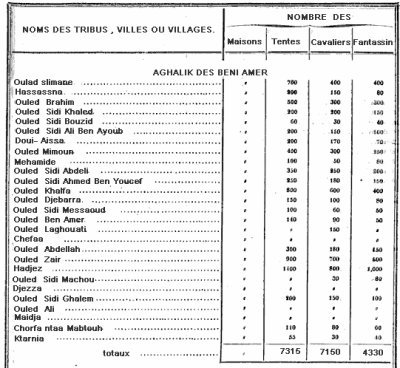
Recensement des Beni Amer dans les registres de l'administration coloniale française - 1850

- Azedj (Azadja): groupement de clans berbères sanhaja et zénètes rattachés au Béni Amer[5] ;
- Ouled Sidi Maâchou ;
- Ouled Sidi Bou Zid ;
- Djaïza ;
- Al Mehadja ;
- Ktarnia ;
- Chorfa Mabtouh ;
- Chefaa.

## Personnalités
- Cherif Boubaghla : résistant anti-colonial algérien[16].
- Mostepha Ben Brahim : calife et poète des Beni Amer[17].